# NGC 4151
NGC 4151, auch "Saurons Auge" genannt, ist eine Balken-Spiralgalaxie mit aktivem Galaxienkern vom Hubble-Typ SBab im Sternbild Jagdhunde am Nordsternhimmel. Sie ist schätzungsweise 46 Millionen Lichtjahre von der Milchstraße entfernt und hat einen Durchmesser von etwa 85.000 Lichtjahren.  Gemeinsam mit NGC 4156 und PGC 38756 bildet sie das Galaxientrio Holm 345.
Im Zentrum der Galaxie befindet sich ein supermassereiches Schwarzes Loch, welches Röntgenstrahlung emittiert. Der genaue Ursprung dieser Strahlung ist bislang ungeklärt (Stand: März 2011).

Multispektrale Aufnahme von NGC 4151. Blau: Röntgenstrahlung, Gelb: Optisch, Rot: Radiowellen
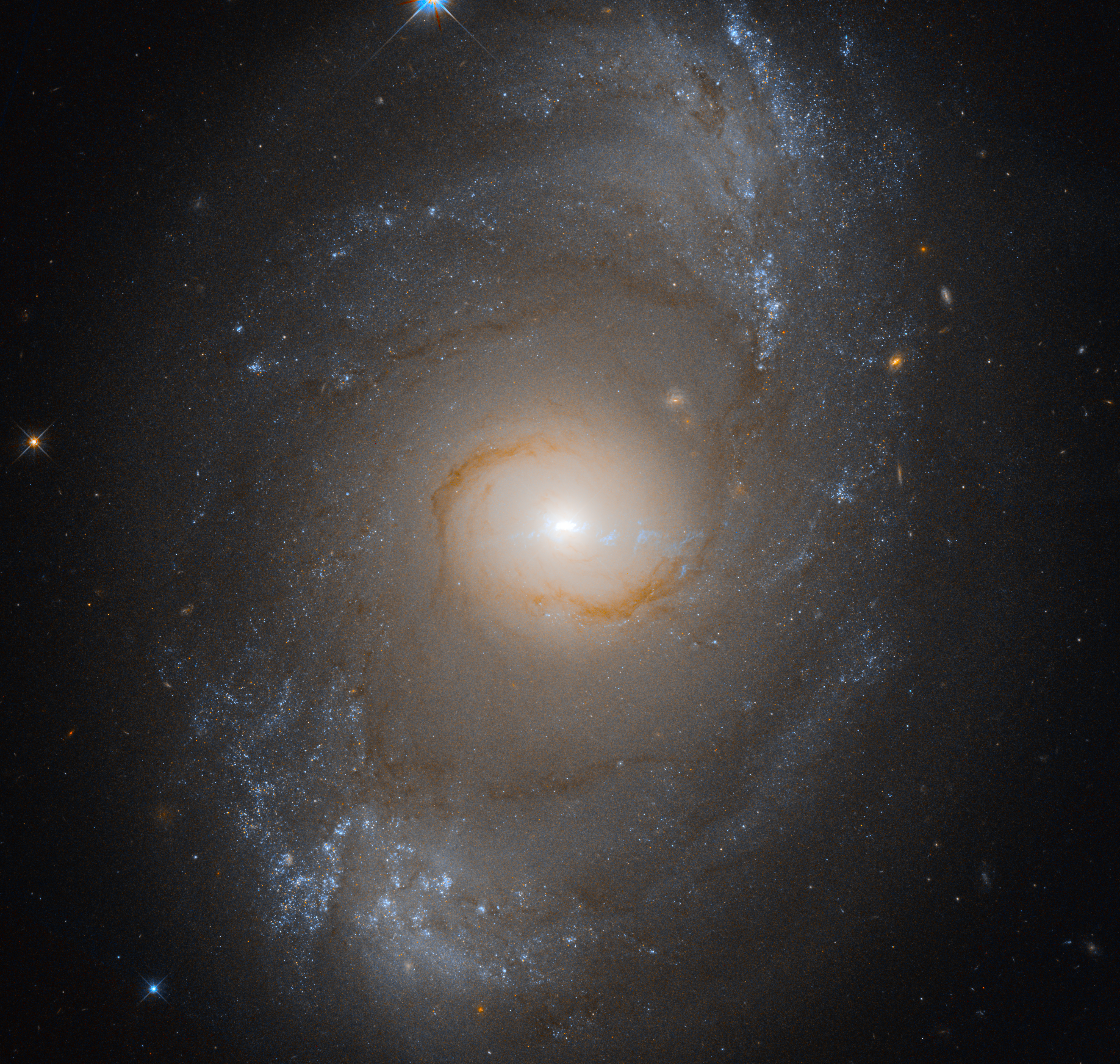
Hochaufgelöste Aufnahme des Hubble-Weltraumteleskops

Am 1. April 2018 wurde im Rahmen des Lick Observatory Supernova Search (LOSS) die Typ-II-Supernova SN 2018aoq entdeckt.
Das Objekt wurde am 17. März 1787 von William Herschel entdeckt.